# Rytjärnen (Hede socken, Härjedalen, 694031-137614)
Rytjärnen är en sjö i Härjedalens kommun i Härjedalen och ingår i Ljusnans huvudavrinningsområde.